# Wuthering Heights (1939)

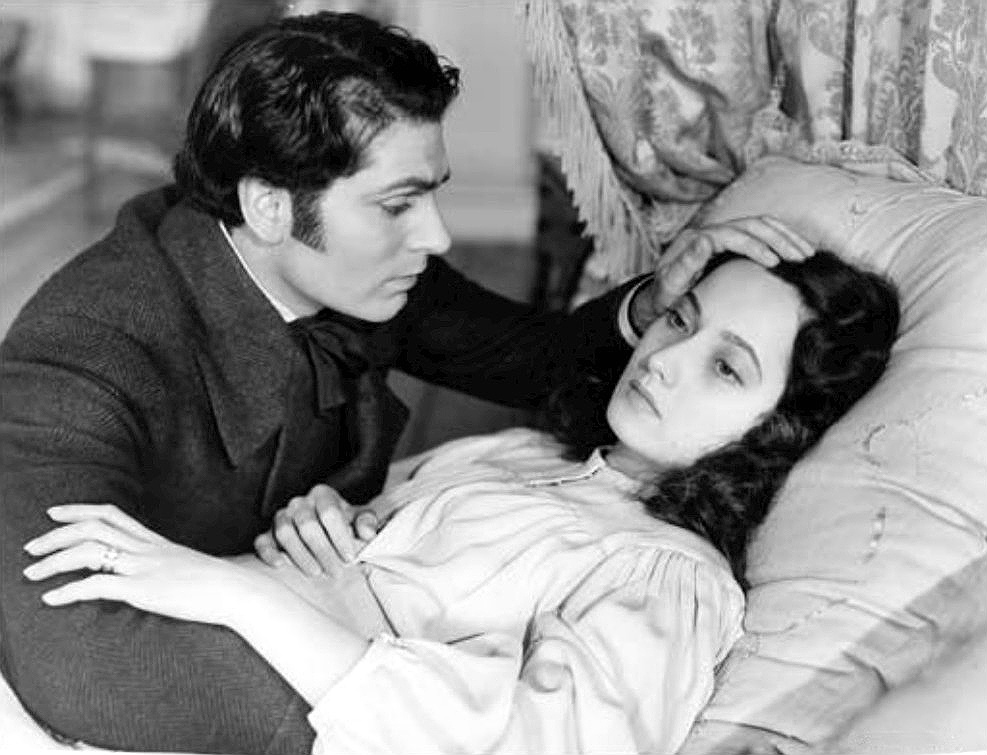
Shot uit de film

Wuthering Heights is een film uit 1939 onder regie van William Wyler. De film is gebaseerd op het boek van Emily Brontë.

## Verhaal
Een huurder ervaart een opmerkelijke nacht wanneer hij de spookstem van Cathy hoort. De oude huishoudster, die steeds naar Heathcliff vraagt, vertelt de huurder over tijden waarin Wuthering Heights nog een normale plek was. Hierin komt een periode uit haar leven aan bod.

## Trivia
- De eindscène is met doubles gedaan, aangezien dit er pas bij werd verzonnen nadat de film al afgerond was en de acteurs al druk bezig waren met andere films.
- The Mitchell Camera Corporation koos deze film als eerste film uit om hun nieuwe Mitchell BNC camera te gebruiken. Later werd dit een populair model.
- Vivien Leigh wilde de rol van Cathy spelen. De studio wilde per se Merle Oberon. Ze kreeg wel de rol van Isabella Linton aangeboden. Ze weigerde en de rol ging naar Geraldine Fitzgerald.
- Merle Oberon en Laurence Olivier konden elkaar niet uitstaan en hadden vaak ruzie op de set.
- Samuel Goldwyn vertelde ooit dat dit zijn favoriete film om te produceren was.
- William Wyler haatte de eindscène en wilde deze schrappen. Samuel Goldwyn, die zichzelf als veel belangrijker crewlid zag, zorgde ervoor dat dit niet gebeurde.
- Andere acteurs die ook op de nominatie stonden om de rol van Heathcliff te spelen, waren Ronald Colman, Douglas Fairbanks en Robert Newton.
- De film was geen succes in het begin. Later werd hij opnieuw uitgebracht. Toen werd de film pas echt populair.

## Rolverdeling
| Acteur               | Personage       |
| -------------------- | --------------- |
| Merle Oberon         | Cathy           |
| Laurence Olivier     | Heathcliff      |
| David Niven          | Edgar Linton    |
| Geraldine Fitzgerald | Isabella Linton |
| Donald Crisp         | Dr. Kenneth     |
| Flora Robson         | Ellen           |
| Leo G. Carroll       | Joseph          |

## Naast de film...
Naast de film bestaat er ook een lied dat Wuthering Heights heet. Dit lied werd geschreven door de Britse (Engeland) zangeres Kate Bush na het lezen van het boek waarop de film gebaseerd is. Op het moment dat zij de tekst schreef, was Kate slechts 18 jaar, hetgeen dit nummer meteen ook haar debuutnummer maakte in 1978. Kate heeft ook nog andere grote nummers op plaat gezet, zoals onder andere Babooshka en Running up that hill al was het vooral Placebo die dit nummer bekend maakte.